# エンジェルリップ
『エンジェルリップ』は、あらいきよこによる日本の漫画作品。小学館の漫画雑誌『ちゃお』に掲載された。単行本は、全9巻。

## 概要
『ちゃお』1996年2月号から1999年7月号まで連載。『ポケットモンスター PiPiPi★アドベンチャー』と共に、1990年代後半の『ちゃお』の看板を背負った。また、第44回小学館漫画賞受賞作でもある。

## ストーリー
5歳の時にある事件をきっかけにカメラ恐怖症になり、モデルを辞めてしまった藤谷みきな。10年後のある日、エンジェルリップという魔法のリップが舞い込み、これを使うと、自信に満ち溢れた性格になり、モデルの仕事に復帰するのだが……。

## キャラクター
藤谷 みきな（ふじたに みきな）
本作の主人公。高校1年生、15歳、身長170cm。
父親が経営しているモデル事務所『リトルエンジェル』で子役モデルとして活動していたが、5歳の時、ある事件を機にカメラ恐怖症かつあがり症となり、引退。
10年後、家にエンジェルリップが舞い込み、これを唇に塗ると、自信に満ち溢れた性格になり、これを機にモデルに復帰する。
森丘 リサコ（もりおか リサコ）
みきなのライバルであり、彼女がモデルを辞めたきっかけを作った人物。15歳、身長172cm。
キツイ性格ではあるが態度は基本的にフェアで、みきなの才能を認める良き理解者でもある。
現在は大手モデル事務所『ヴィーナス』で、トップモデルとして活躍。
周防 広夢（すおう ひろむ）
みきなが思いを寄せている人。16歳、身長：188cm。通称：ヒロ。
『ヴィーナス』所属の男性モデル。父親がフランス人、母親が日本人のハーフ。自身と組んだモデルは、トップになれるというジンクスがある。御三家の1人。
森丘 高臣（もりおか たかおみ）
リサコの兄。17歳。身長：185cm。通称：タカ、タッくん（タッくんと呼んでいるのは由季のみ）
みきなのことを気に入っている。『ヴィーナス』所属の男性モデルで、御三家の1人。
高見沢 亮（たかみさわ りょう）
16歳、身長：187cm。通称：リョウ。
みきなと親しくなり、彼女に協力してくれる。『ヴィーナス』所属の男性モデルで、御三家の1人。
国実 マリ（くにざね マリ）
当初は『リトルエンジェル』所属のモデルで、『ヴィーナス』に移籍したがモデルを辞め、スタイリストの仕事を始めた。17歳。
目標の為なら厳しいレッスンも惜しまない努力家。
みきなとは親友でもあり、子供の頃に一緒にモデルの仕事をしようと誓い合った仲でもある。
由季（ゆき）
みきなの親友。16歳。アニメ声で、声優を目指している。
タカのことを好きで「タッくん」と呼んでいるが、彼には嫌われている。
華ちゃん（はな‐）
派手な服を好んで着ている老婆。みきなのことを常に気にかけ、励ましている。みきなにエンジェルリップの話をした。
実はその正体は、『ヴィーナス』の社長・鈴掛 真帆（すずか まほ）である。
かつて、エンジェルという芸名で『リトルエンジェル』に所属し、スーパーモデルとして活躍していたが、当時の社長だったみきなの祖父を恨み、リトルエンジェルを潰すことを考えていた。
ブウ
みきなが飼っている青いインコ。
肥満体で、日本語を話すことができる。みきなに対しきつい突っ込みを入れることが多い。
福山（ふくやま）
カメラマン。
『メンズCanCamガールフレンド』にみきなを選んだりと、彼女のモデルとしての魅力に気付いている。

## 用語
エンジェルリップ
みきなの家に突如舞い込んだ幻のリップ。名前は、リップに羽が付いている事に由来する。
これを塗ると、綺麗になり、栄光を得られるが、使い方を誤ると、不幸になってしまう。かつて、モデル・エンジェルもこれを使った事で、自信を得られたらしい。
リトルエンジェル
みきなの父親が経営するモデル事務所。かつては業界トップだったが、現在は経営不振。
みきなとマリ、エンジェルも、かつてこの事務所に所属していた。
ヴィーナス
鈴掛真帆が経営する超大手モデル事務所。
リサコと御三家が、所属している。
御三家（ごさんけ）
若手モデルの中で一際人気が高い、ヒロ、タカ、リョウの3人組。
ユニットではないが、3人で仕事をする事が多い。